# Розалин Јалоу
Розалин Сасмен Јалоу (енгл. Rosalyn Sussman Yalow; Њујорк, 19. јул 1921 — Бронкс, 30. мај 2011) је била америчка научница која се бавила медицинском физиком. Освојила је 1977. године Нобелову награду за медицину за развој радиоимуноесеја (радиоимунотест). Јалоу је била прва жена америчке националности која је добила Нобела.

## Биографија
Розалин је одрасла у јеврејској породици у Њујорку где је и завршила средњу школу. Након средње школе похађала је све женски колеџ Хантер док се њена мајка надала да ће постати учитељица. Уместо тога, Јалоу је одлучила да студира физику.
Јалоу је знала слепо куцање и добила је хонорарно радно место као секретарица доктора Рудолфа Шоенхајмера, водећег биохемичара Медицинског и хирурга Универзитета у Колумбији. Није веровала да ће добити стипендију па је узела други посао као секретарица Хајделбергера, другог биохемичара из Колумбије, који ју је запослио под условом да студира стенографију. Дипломирала је на Хантер колеџу у јануару 1941. године. Неколико година касније добила је понуду да буде асистенткиња за наставу физике на Универзитету у Илиноису. Ову понуду добила је делимично јер је Други светски рат тек почео и многи мушкарци су кренули у борбу, а Универзитет је одлучио да понуди женама образовање и радна места како се не би затворили током рата. Била је једина жена од 400 запослених, а прва после 1917. године.
Докторирала је 1945. године. Следећег лета похађала је два курса физике.

## Каријера
Месец дана после дипломирања на Хантер колеџу у јануару 1941. године, Розалини је понуђено радно место у настави на одељењу за физику Универзитета у Илиноису. Добила је стипендију за студије на Инжењерском факултету Универзитета у Илиноису и то је била једна од многих препрека које је морала превладати јер је била жена. Велике мушке фигуре контролисале су прилике за стипендије и обуке, напредовање и многе аспекте развоја у области науке, а посебно физике. Када је Јалоу пошла на универзитет у септембру 1941. године, она је била једина жена на факултету. Била је прва жена у више од две деценије која је похађала или предавала на овом инжењерском факултету. Она је свој положај у на Универзитету приписала недостатку мушких кандидата током Другог светског рата. Будући да је била окружена мушкарцима, учинила ју је свесним ширег научног света. Препознали су њен талент, охрабрили су је и подржавали. Били су у положају да јој помогну да успе.
Јалоу је сматрала да је друге жене у настави не воле због њене амбиције. Друге жене су се чудиле јер она није желела да се скраси као наставник физике већ је желела да постане научница. За време боравка на Универзитету у Илиноису, похађала је додатне постдипломске курсеве како би увећала своје знање, јер је желела да поред својих редовних наставних обавеза ради и оригинална експериментална истраживања.
Годинама се суочавала са критикама жена на послу али је то није спречило да даје подршку младим женама да постану научнице. Никада није постала заговорница женских организација на пољу науке.  Чак је рекла: "Смета ми што у науци сада постоје организације за жене, што значи да мисле да се према њима мора поступати другачије од мушкараца. Не одобравам то."  Иако су девојке и младе жене пронашле узор у њој након што је узела Нобела, Јалоу се није борила за побољшање женске заступљености у науци.
Јалоу је први посао после предавања  на Универзитету у Илиноису нашла у Федералној лабораторији за телекомуникације те је радила као асистенткиња инжењера електротехнике. Поново се нашла као једина жена у лабораторији. Године 1946. вратила се на Хантер Колеџу да предаје физику и последично је утицала на многе жене, посебно на младу Милдред Дреселхаус (будуће „краљице науке о угљенику“). Остала је да ради на катедри за физику од 1946. до 1950. године, иако је до 1947. године започела сарадњу са Америчким министарством за питања ветерана, постајући консултанткиња ветеранске болнице Бронкс.
Америчко министарство за питања ветерана је желело да успостави истраживачке програме за истраживање медицинске употребе радиоактивних супстанци. До 1950. године Јалоу је у болници Бронкс опремила радиоизотопску лабораторију и одлучила да напусти наставу да би се коначно посветила редовним истраживањима. Тамо је сарађивала са Соломоном Берсоном на развоју радиоимуноанализе (РИА), технике праћења радиоизотопом која омогућава мерење ситних количина различитих биолошких супстанци у људској крви, као и мноштва других течности. Првобитно коришћена за проучавање нивоа инсулина код дијабетес мелитуса, ова техника се од тада примењује на стотине других супстанци - укључујући хормоне, витамине и ензиме. Упркос огромном комерцијалном потенцијалу, она и Берсон одбили су да патентирају метод. Године 1968. Јалоу је постављена за професорку на одељењу медицине у болници Маунт Синај.
Године 1977. је добила Нобелову награду за медицину за развој радиоимуноесеја (радиоимунотест). Радиоимуноанализа (РИА) може се користити за мерење мноштва супстанци које се налазе у малим количинама у течностима унутар и изван организама (као што су вируси, лекови или хормони). Листа тренутних могућих употреба је велика, али конкретно, РИА омогућава скрининг давања крви за различите врсте хепатитиса. Техника се такође може користити за препознавање здравствених проблема повезаних са хормонима. РИА се може користити за откривање у крви многих страних материја, укључујући неке врсте карцинома. Ова техника се може користити за мерење ефикасности нивоа дозе антибиотика и лекова.